# W de l'Àguila
W de l'Àguila (W Aquilae) és un estel variable a la constel·lació de l'Àguila. La seva distància al sistema solar s'estima entre 750 i 1.100 anys llum.
De tipus espectral S3,9e-S6,9e, W de l'Àguila és un estel de tipus S, una gegant vermella semblant a les de tipus M, però en l'espectre dels quals els òxids dominants són els formats per metalls del cinquè període de la taula periòdica. W Aquilae és a més rica en l'element tecneci. Una altra característica d'aquesta classe d'estels és la pèrdua de massa estel·lar, que en el cas de W Aquilae s'estima en ~ 4 × 10-7 vegades la massa solar per any. La seva temperatura efectiva és d'aproximadament 1.800 K i el seu diàmetre és 870 vegades més gran que el diàmetre solar. Així mateix, és un estel molt lluminós, 6.800 vegades més que el Sol.
W de l'Àguila és una estrella variable de període llarg de tipus variable Mira la lluentor de la qual oscil·la entre magnitud +7,3 i +14,3 al llarg d'un període de 490,43 dies. En les variables Mira —el prototip de les quals és Mira (ο Ceti)— la inestabilitat prové de pulsacions en la superfície estel·lar, cosa que provoca canvis de color i lluentor. Algunes d'elles, entre les quals s'hi troba W Aquilae, mostren emissió màser de SiO.